# Битва при Герате (1729)
Битва при Герате — решающее сражение между персами и афганцами племени абдали (дуррани) в рамках Первой афганской кампании Надир-шаха.
После череды неудач абдали Герата во главе с Алахьяр-ханом решили дать персам последнее, генеральное сражение и изгнать врага за пределы Хорасана. Однако воинская дисциплина персидской армии оказалась сильнее: атака афганских всадников была отбита дисциплинированным огнем персидских стрелков и фланговыми атаками поддерживающей пехоту персидской кавалерии. Алахьяр-хану не осталось другого выбора, кроме как увести свою потрепанную армию за стены Герата в надежде выдержать предстоящую осаду. Персы начали интенсивный обстрел города тяжелыми пушками и мортирами. После консультации со своими советниками Алахьяр-хан признал бесперспективность дальнейшего сопротивления и капитулировал. Абдали приняли условия мира и согласились дать клятву верности шаху Тахмаспу II как законному правителю Персии и Герата. Таким образом, абдали попали под персидское владычество.